# Tasbih

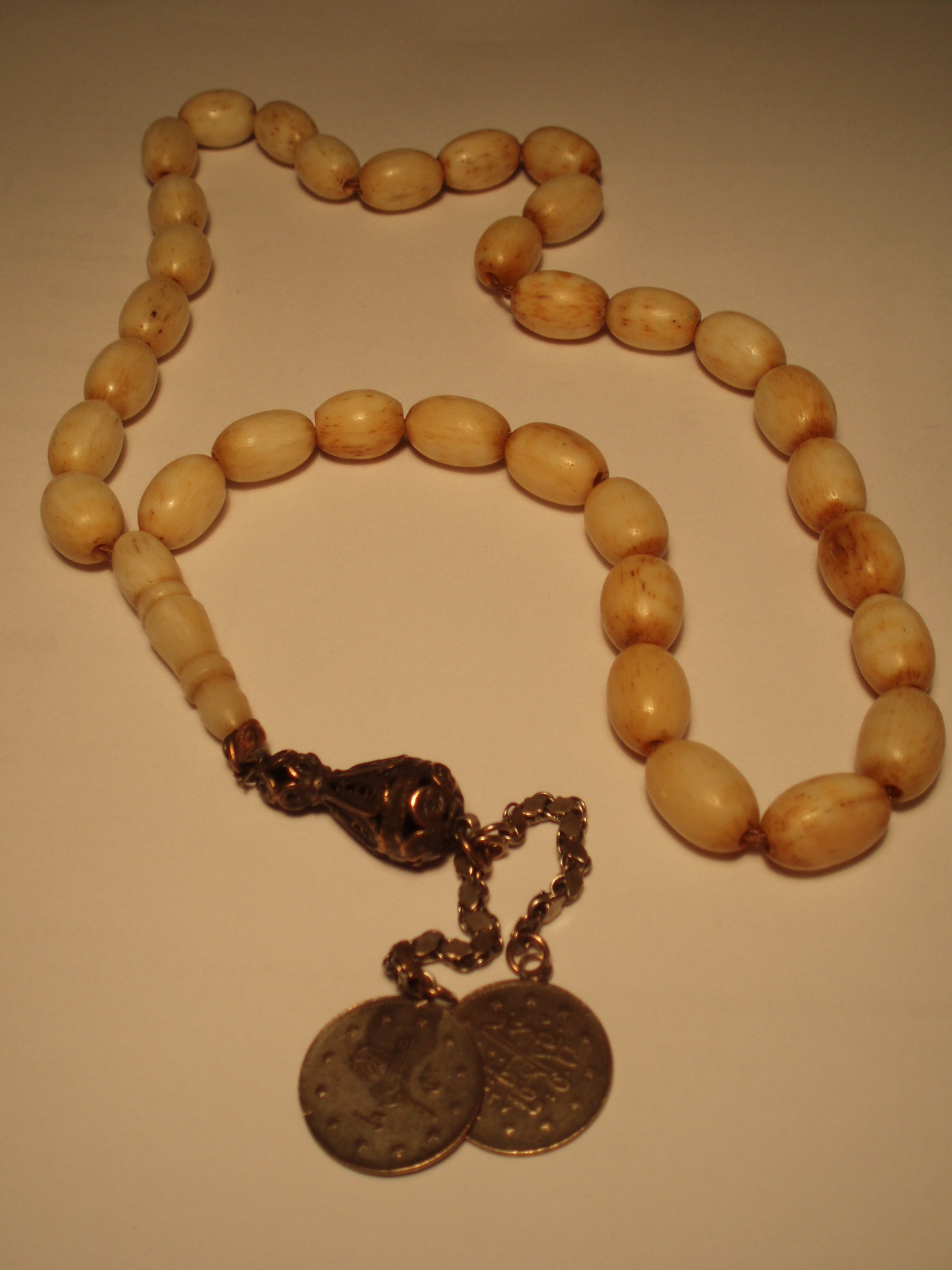
Een tasbih

Een tasbih (ook tashbih, tesbih, tespih of misbaha) (Arabisch: تَسْبِيح) is een door moslims gebruikt gebedssnoer.

## Functie
De tasbih is een hulpmiddel bij het verrichten van dzikr, waaronder het gedenken van de 99 Schone Namen van God en het prijzen van God na het gebed door 33 maal Soebhan Allah (verheven is God), 33 maal Al-hamdoelillah (dank aan God) en 33 Allahoe Akbar (God is de grootste) te zeggen.
De tasbih wordt vaak gemaakt uit hout maar er zijn ook kransen uit olijfpitten, ivoor, parels, glas en plastic. Vaak bestaat een tasbih uit 33 of 99 kralen. Er zijn echter ook kransen die uit 11, 100 of 1000 kralen bestaan.

## Geschiedenis
Men vermoedt dat de moslims de tasbih van de boeddhistische mala hebben overgenomen. De christelijke kruisvaarders zouden deze op hun beurt van de islam overgenomen hebben en namen deze vervolgens mee naar Europa. Paus Pius V schreef in het jaar 1596 in een bul dat Dominicus, de grondlegger van de dominicanenorde, de rozenkrans in 1221 in Europa introduceerde.
In de begintijd van de islam zouden gelovigen in plaats van een tasbih steentjes of hun vingers hebben gebruikt. Dat laatste wordt nog veel gedaan. Daar Mohammed vermoedelijk geen tasbih gebruikt heeft, wijzen de wahabieten dit als een onislamitische vernieuwing af. Er wordt echter ook gezegd dat Mohammeds metgezel Abu Bakr al een tasbih gebruikte.
De tasbih wordt tegenwoordig ook wel gebruikt als sieraad of om de vingers mee bezig te houden.